# Верховская историко-географическая провинция

Карта наложения границ этно-территориальных образований различных исторических эпох Верховской провинции

Верховская историко-географическая провинция — историко-географическая территория в Юго-Западной Руси. В исторической литературе обозначение земель в бассейне верхней Оки, Дона и Десны в составе Хазарского каганата, Черниговского, затем Великого княжества Литовского и Московского государства. Применяется к периоду VIII—XVI вв.
Территориально регион ограничен на севере широтным течением реки Оки, на западе — бассейном реки Десна, на востоке — верховьями Дона, на юге — водоразделом реки Сейм. Его границы менялись под воздействием различных факторов, но ядро «Верховии» постоянно и отслеживается примерно с середины I тысячелетия наше эры.
Критерием значимости данного регионального исторического территориального образования являлась её способность к самостоятельной политической, социальной и экономической активности. Территориальный союз удельных княжеств XIII—XV веков Верховской историко-географической провинции, в союзе с княжествами великими (Черниговским, Литовским), был основан на общности происхождения правящих элит (потомки черниговского князя Михаила Всеволодовича Черниговского), населения вятичей, являвшимися наследниками двух культур — мощинской (балтской) и роменской (славянской), общих границ, политико-экономических интересов.
За территорией бассейна верхнего течения Оки, на которой располагались небольшие удельные княжества, в исторической литературе утвердился термин Верхо́вские княжества. Термин «верхние земли» в верховьях Оки упоминается в Ипатьевской летописи за 1185 год: «кн̑зь Всеволодичь С·̑тославъ шелъ бѧшеть 1 в Корачевъ и сбирашеть 2 ѿ вѣрхъних̑ 3 земль вои хотѧ ити на Половци к Донови на все лѣто». В Большой российской энциклопедии (БРЭ) в статье Верховские княжества сказано: «… возникли в Верховском (Верхнеокском) регионе, включали также территорию междуречья притоков Десны и Оки (в волости Вятичи). Термин „Верховские“ по отношению к правителям Верховских княжеств упоминается в документах с 1449 года.». Историк М. К. Любавский называл эту территорию «верхнеокскими княжествами», М. С. Грушевский ввёл термин «верховские княжества».
Немаловажным фактором правомерности выделения верховского региона является этническая и культурная преемственность его населения, постоянство границ и устойчивость экономической зоны на протяжении нескольких веков. Временны́м концом существования данной провинции стала вторая половина XVI века — окончательное вхождение верховских земель в состав Московского государства. Последним наследным владением князей немосковской династии оставались земли князей Воротынских. Окончательно следы Верховской провинции были утрачены после Смутного времени в результате уездного территориального деления, смены элиты и миграции населения.